# Noccaea libanotica
Noccaea libanotica là một loài thực vật có hoa trong họ Cải. Loài này được F.K. Mey. mô tả khoa học đầu tiên năm 1973.